# カズー

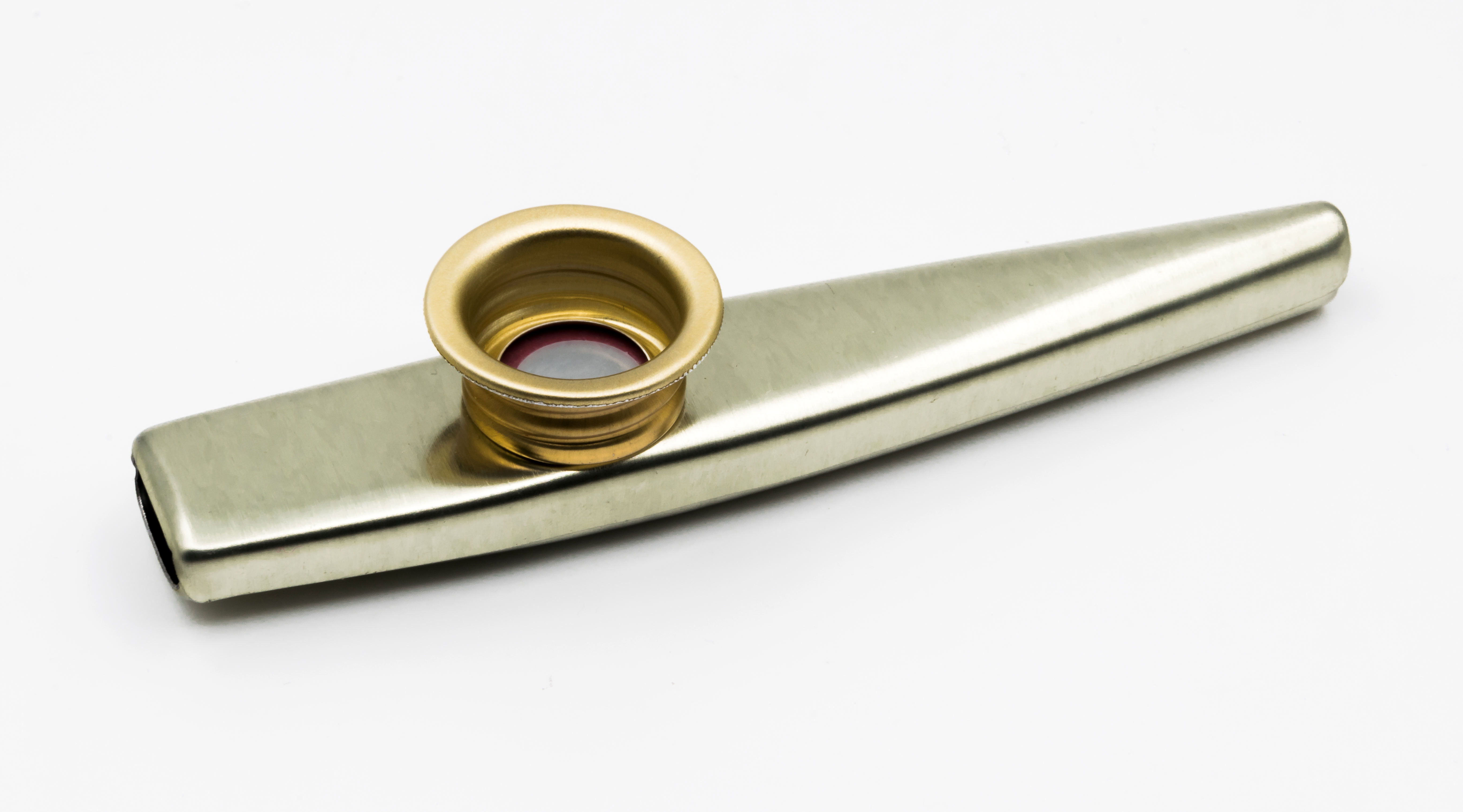
カズー。

カズー（Kazoo）は膜鳴楽器の一種。バズーカとも言う。元はアフリカの楽器で、黒人奴隷によってアメリカにもたらされた。

## 概要
真鍮（あるいはプラスチック）製の管の一部に羊皮紙（現在はポリプロピレンフィルムなどで代用）を張り、口に咥えながら声を発し、共鳴、振動させて演奏する。発声によって音の高低を付ける事ができる。
ラッパ型や潜水艦型（クジラ型と呼ぶものもいる）などの形があり、約500円程度の安価で買えるなど、非常に玩具的要素の強い楽器である。日本の駄菓子屋や野球場などでも、より簡易なものが「ブーテキ」の名前で販売されている。
他の楽器に比べ非常に安価で、練習をほぼ必要としない手軽な楽器であり、軽妙、滑稽な音が出ることから、特にジャグ・バンドやフォークの楽曲で使用される事が多い。またギターの弾き語りの際に、ハーモニカ用のホルダーによって口元に取り付け演奏する場合もある。

## 用例
世界的なミュージックシーンにおいては、1965年のピーター・ポール&マリーによる「サンフランシスコ・ベイ・ブルース」での使用がよく知られている。
日本のメジャーシーンにおいてはRCサクセション（「ぼくの好きな先生」他）、知久寿焼、東京事変、ゆず、山崎まさよし等が度々使用している他、スキマスイッチも3rdシングルの「instrumental」で、声優である國府田マリ子も6thシングル「風がとまらない」のカップリング曲「そばにいるから」で、いきものがかりも5thアルバムNEWTRALの「センチメンタル・ボーイフレンド」で使用している。
1968年に青江三奈が「伊勢佐木町ブルース」を発表。本作の冒頭の「色っぽい吐息」は、発売当時は「“吐息”は子供向きではない」「お色気だ」という意見もあり、『第19回NHK紅白歌合戦』に2年ぶり2回目の紅白出場を果たした時はNHKの意向により、カズーの音と差し替えられた（白組司会の坂本九は「ダチョウのため息」と発言した）。
2022年のM-1グランプリの敗者復活戦にて、ダンビラムーチョが森山直太朗の「生きとし生ける物へ」をフルコーラス歌い上げる漫才ネタの中で、大原優一がトランペット型のカズーを使用した。
クラシック音楽においては、フランスの作曲家メユールの『おどけた序曲』（Ouverture Burlesque）という曲がカズーで演奏されることがあるが、本来はミルリトン（Eunuch flute）のための曲である。
P. D. Q. バッハ（バッハの息子という設定の架空の作曲家）ことピーター・シックリーは、自身の作品にしばしばカズーを用いている。
アメリカの小説家トマス・ピンチョンの作品には、正統的なものを茶化す意味合いでしばしばカズーが登場する。例えばヴィヴァルディが作曲したとされる幻の「カズー協奏曲」など。もちろんヴィヴァルディの時代のヨーロッパにカズーは存在しない。